# Parberya kosciuskoa
Parberya kosciuskoa är en svampart som beskrevs av C.A. Pearce & K.D. Hyde 2001. Parberya kosciuskoa ingår i släktet Parberya och familjen Phyllachoraceae.   Inga underarter finns listade i Catalogue of Life.